# Rockhausenia pygmaea
Rockhausenia pygmaea es una especie de plantas herbáceas de la familia de las asteráceas.

## Distribución
Es originaria de Sudamérica donde se distribuye por Argentina, Bolivia, Chile, Ecuador y Venezuela.

## Taxonomía
La especie fue descrita inicialmente como Werneria pygmaea por John Gillies y tanto validado como publicado por William Jackson Hooker y George Arnott Walker Arnott en Journal of Botany, being a second series of the Botanical Miscellany 3: 348, en 1841, actualmente, es tanto un sinónimo como el basónimo de esta; y ulteriormente sería transferida al género Rockhausenia por David John Nicholas Hind en Kew Bulletin 77(3): 700, en 2022.

#### Etimología
Ver: Rockhausenia
pygmaea: epíteto latino que significa "enana, pigmea".